# Norddeutscher Bund
Der Norddeutsche Bund war der erste deutsche Bundesstaat. Er vereinte alle deutschen Staaten nördlich der Mainlinie unter preußischer Führung und war die geschichtliche Vorstufe der mit der Reichsgründung 1871 verwirklichten kleindeutschen, preußisch dominierten Lösung der deutschen Frage unter Ausschluss Österreichs. Gegründet als Militärbündnis im August 1866, kam dem Bund durch die Verfassung vom 1. Juli 1867 Staatsqualität zu.
Die Bundesverfassung entsprach weitestgehend der Verfassung des Kaiserreichs von 1871: Die Gesetzgebung war Aufgabe eines Reichstags, der vom männlichen Volk gewählt wurde, sowie eines Bundesrates, der die Regierungen der Mitgliedstaaten (meist Herzogtümer) vertrat. Zur Verabschiedung von Gesetzen mussten beide zustimmen. Oberhaupt des Bundes war der preußische König als Inhaber des Bundespräsidiums. Verantwortlicher Minister war der Bundeskanzler. Der konservative preußische Ministerpräsident Otto von Bismarck war der erste und einzige Kanzler in den wenigen Jahren des Norddeutschen Bundes.
Der Norddeutsche Reichstag bereitete mit seinen zahlreichen modernisierenden Gesetzen zu Wirtschaft, Handel, Infrastruktur und Rechtswesen (darunter dem Vorläufer des heutigen Strafgesetzbuchs) wesentlich die spätere deutsche Einheit vor. Einige der Gesetze wirkten bereits vor 1871 über den deutschen Zollverein in den süddeutschen Staaten. Allerdings war die parlamentarische Kontrolle über den Militärhaushalt noch begrenzt, obgleich die Militärausgaben 95 Prozent des Gesamthaushalts ausmachten.
Die Hoffnung, bald die süddeutschen Staaten Baden, Bayern, Württemberg und Hessen-Darmstadt in den Bund aufnehmen zu können, erfüllte sich nicht. In jenen Ländern war der Widerstand gegen das protestantische Preußen bzw. gegen den Bund mit seiner liberalen Wirtschafts- und Gesellschaftspolitik groß. Das zeigte sich bei der Wahl zum Zollparlament 1868; diese Zusammenarbeit von norddeutschen und süddeutschen Abgeordneten im Zollverein trug aber zur wirtschaftlichen Einheit Deutschlands bei.
Nach einer diplomatischen Niederlage im Spanischen Thronfolgestreit begann Frankreich im Juli 1870 den Krieg gegen Deutschland. Es wollte damit ein weiteres Erstarken Preußens und eine deutsche Vereinigung unter seiner Führung verhindern. Allerdings hatten die süddeutschen Staaten Baden, Bayern und Württemberg nach ihrer Niederlage im Deutschen Krieg von 1866 Verteidigungsbündnisse mit Preußen geschlossen. Daher und aufgrund ihrer besseren Organisation konnten die deutschen Heere den Krieg rasch nach Frankreich hinein tragen.
Durch die Novemberverträge von 1870 traten die süddeutschen Staaten anschließend dem sich vergrößernden Norddeutschen Bund bei. Mit der Reichsgründung und dem Inkrafttreten der neuen Verfassung am 1. Januar 1871 ging der Bund im deutschen Kaiserreich auf.

## Entstehung

### Vorgeschichte bis 1866
Seit dem 18. Jahrhundert gab es neben der österreichischen Habsburgermonarchie eine weitere Macht in Deutschland, die eine Führungsrolle beanspruchte: Preußen, das im Jahr 1701 zum Königreich aufgestiegen war und unter anderem das an Bodenschätzen reiche Schlesien von Österreich erobert hatte. Das Verhältnis dieser beiden mitteleuropäischen Großmächte bezeichnete man als deutschen Dualismus, der von Rivalität, oft aber auch von Zusammenarbeit zu Ungunsten Dritter geprägt war.

Deutschland im Herbst 1850: Staaten der Erfurter Union (gelb) und jene des Rumpfbundestages (dunkelrot)

Der von vielen Deutschen erwünschte Ausbau des Deutschen Bundes oder gar der Übergang zu einem Bundesstaat wurde von Österreich und Preußen verhindert: Das Kaisertum Österreich sah wegen seiner eigenen Nationalitätenkonflikte einen deutschen Bundesstaat als Existenzbedrohung an, und Preußen wollte keine Weiterentwicklung des Deutschen Bundes, solange allein Österreich als „Präsidialmacht“ galt. Schon 1849 bemühte Preußen sich mit der „Erfurter Union“ erst um ein Kleindeutschland ohne Österreich und Böhmen, ohne die Habsburger und ohne den Deutschen Bund, dann zumindest um einen norddeutschen Bundesstaat unter preußischer Führung. Aufgrund des Druckes Österreichs, der Mittelstaaten und Russlands musste Preußen diesen Versuch in der Herbstkrise 1850 allerdings aufgeben.
In der Folge kam es wieder zu einer Zusammenarbeit der Großmächte, die aber deutlich stärker von Rivalität überschattet war als in den Jahren 1815–1848. Nach 1859 machten beide Großmächte erfolglose Vorschläge zu einer Bundesreform. Eine Teilung Deutschlands in Nord und Süd gehörte auch dazu. Obwohl sie um 1864 im Krieg gegen Dänemark wieder gemeinsam gegen die deutschen Staaten agierten, waren sie alsbald in der Schleswig-Holstein-Frage zerstritten und trugen diesen Streit auch militärisch aus.
Der preußische Ministerpräsident Otto von Bismarck bemühte sich mehrmals um einen Ausgleich mit Österreich, schließlich aber steuerte er Preußen auf die Konfrontation mit Österreich und notfalls den übrigen Staaten zu. Der österreichische Kaiser Franz Joseph I. wiederum war unbeeindruckt, hielt die Position Bismarcks in Preußen für schwach und schätzte seine eigene militärische Macht als unüberwindbar ein. So erwirkte Österreich am 14. Juni 1866 einen Bundesbeschluss des Bundestags über die Mobilmachung des Bundesheeres gegen Preußen.

### Deutscher Krieg und Kriegsfolgen

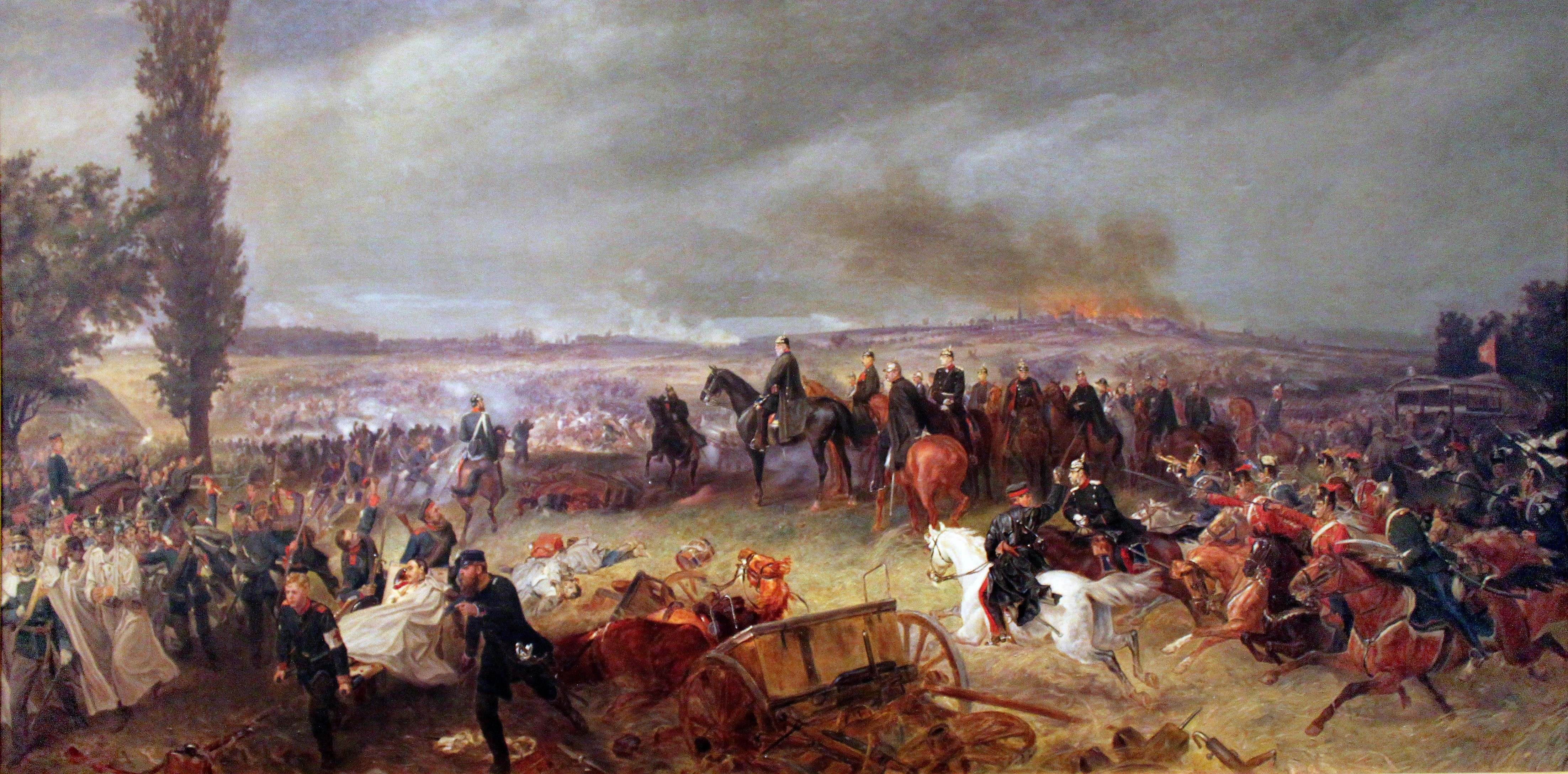
Georg Bleibtreu: Schlacht bei Königgrätz, Gemälde von 1868. Diese Schlacht in Böhmen war der entscheidende preußische Sieg gegen Österreich.

Im Deutschen Krieg von 1866 siegte Preußen mit seinen Verbündeten jedoch gegen Österreich und dessen Alliierte (die Königreiche Bayern, Württemberg, Sachsen und Hannover, die Großherzogtümer Baden und Hessen, das Kurfürstentum Hessen und weitere Kleinstaaten). Im Vorfrieden mit Österreich (26. Juli) setzte Preußen durch, die Verhältnisse im Norden Deutschlands bis zur Mainlinie neu zu ordnen. Hier taucht auch zuerst der Ausdruck Norddeutscher Bund auf. Dieses Arrangement hatte Preußen zuvor bereits mit dem französischen Kaiser Napoleon III. abgestimmt.
Am 1. Oktober 1866 annektierte Preußen vier seiner Kriegsgegner nördlich des Mains: Hannover, Kurhessen, Nassau und Frankfurt. Die übrigen Staaten durften ihre Gebiete fast ohne Änderungen behalten. Durch die Einverleibungen stieg die Bevölkerungsanzahl Preußens von etwa 19 Millionen auf fast 24 Millionen.
Drei weitere Kriegsgegner nördlich des Mains, nämlich Sachsen, Sachsen-Meiningen und Reuß älterer Linie, wurden in den Friedensschlüssen dazu verpflichtet, sich dem Norddeutschen Bund anzuschließen. Das Großherzogtum Hessen musste mit seiner Provinz Oberhessen sowie den rechtsrheinischen (rheinhessischen) Gemeinden Kastel und Kostheim dem Bund beitreten, die alle nördlich des Mains lagen.

### Augustverträge und Konstituierender Reichstag

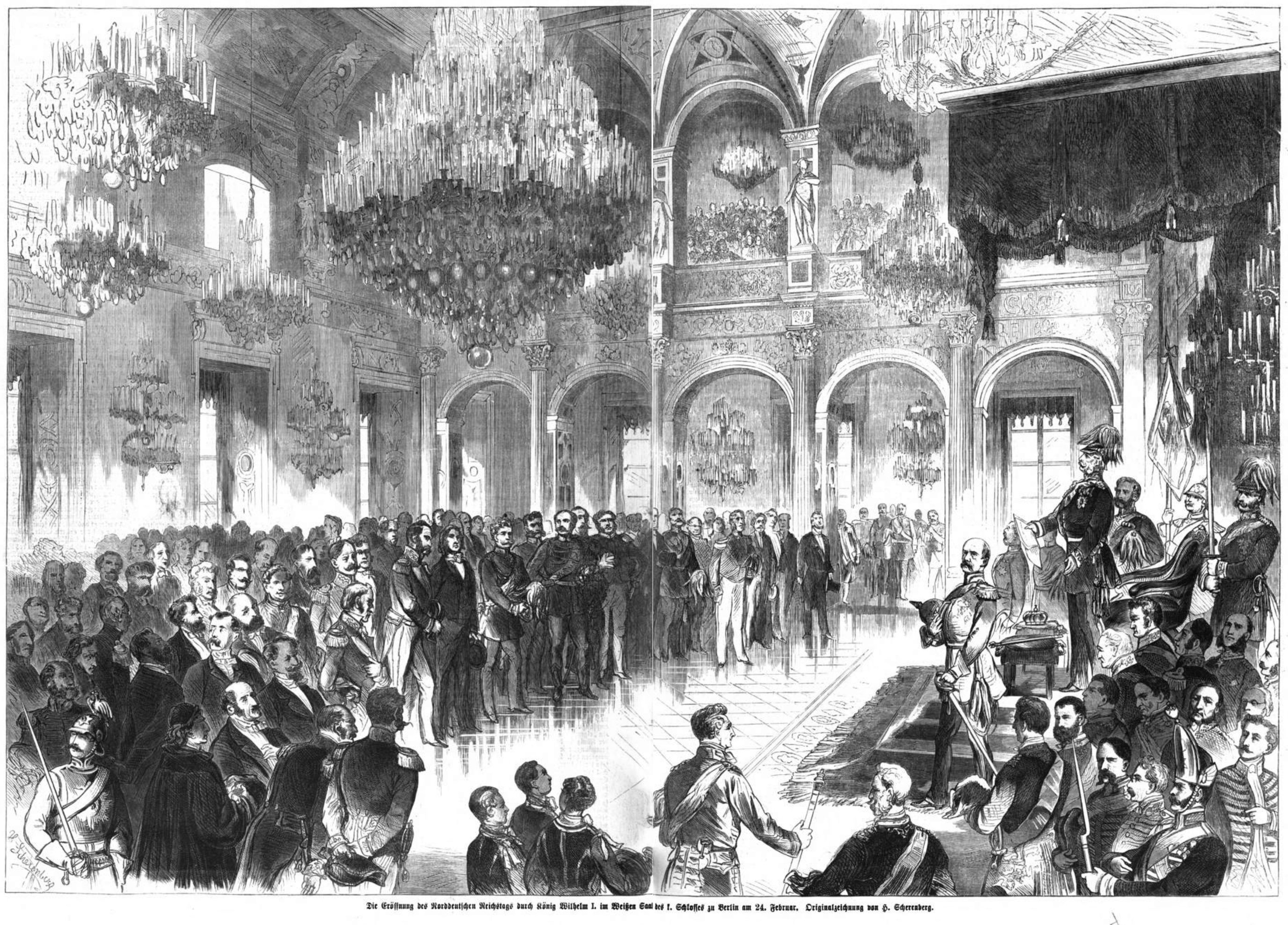
Feierliche Eröffnung des Norddeutschen Konstituierenden Reichstages im königlichen Schloss, Berlin am 24. Februar 1867

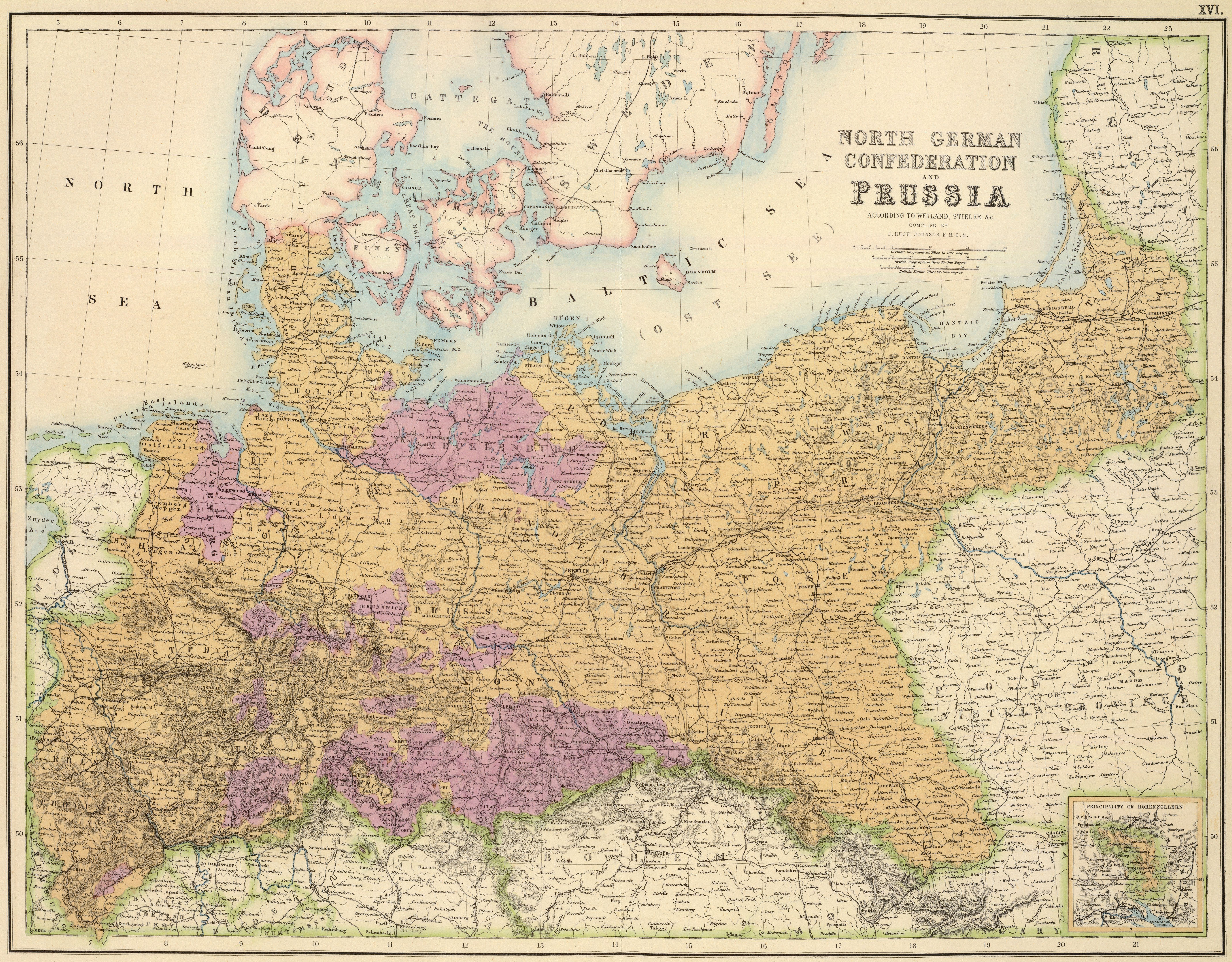
Zeitgenössische englischsprachige Landkarte

Am 18. August 1866 schloss Preußen (einschließlich seiner Provinzen) mit 15 nord- und mitteldeutschen Staaten einen Bündnisvertrag mit doppeltem Zweck, der schließlich als „Augustbündnis“ bekannt wurde. Später traten weitere Staaten wie die beiden Mecklenburgs (Mecklenburg-Schwerin und Mecklenburg-Strelitz) dem Vertragswerk bei (daher „Augustverträge“). Zum einen bildeten sie ein Verteidigungsbündnis, das auf ein Jahr begrenzt war. Zum anderen war das Augustbündnis ein Vorvertrag zur Gründung eines Bundesstaats.
Grundlage sollte der Bundesreformplan vom 10. Juni 1866 sein, den Preußen damals den übrigen deutschen Staaten zugesandt hatte. Dieser Plan war aber noch sehr allgemein gehalten und bezog damals noch Bayern und das übrige Kleindeutschland ein. Dem Augustbündnis lag also noch kein eigentlicher Verfassungsentwurf vor, anders als dem Dreikönigsbündnis von 1849 für die Erfurter Union.
Im Augustbündnis war auch die Wahl eines gemeinsamen Parlaments vereinbart. Dieses würde bei der Verfassungsvereinbarung das norddeutsche Volk repräsentieren. Grundlage für die Wahl waren Gesetze der Einzelstaaten. Diese Gesetze übernahmen, absprachegemäß, das Frankfurter Reichswahlgesetz von 1849 fast wörtlich. Der Norddeutsche Konstituierende Reichstag wurde am 12. Februar 1867 gewählt und am 24. Februar in Berlin von König Wilhelm I. von Preußen eröffnet. Nach langen Verhandlungen nahm der im Berliner Palais Hardenberg tagende Reichstag bereits am 16. April den abgeänderten Verfassungsentwurf an und hatte tags darauf seine feierliche Schlusssitzung.

## Politisches System

### Bundesverfassung
Der Preußische Landtag und der konstituierende Reichstag waren von einer nationalliberal-freikonservativen Mehrheit beherrscht. Gerade die Nationalliberalen wollten ursprünglich eine möglichst radikale Lösung: Deutschland sollte ein Einheitsstaat unter preußischer Führung werden. Beispielsweise hätten die übrigen Staaten Norddeutschlands einfach Preußen beitreten sollen. Preußen mit seiner Militärmacht hätte sie dazu zwingen können. Bismarck hingegen suchte nach einer föderativen Lösung. Einerseits wollte er die süddeutschen Staaten und deren Fürsten nicht davor abschrecken, später ebenfalls beizutreten. Andererseits ging es ihm um seine eigene vermittelnde Rolle und damit um seine Machtstellung zwischen König, Landtag und verbündeten Staaten.

Schaubild der Bundesverfassung

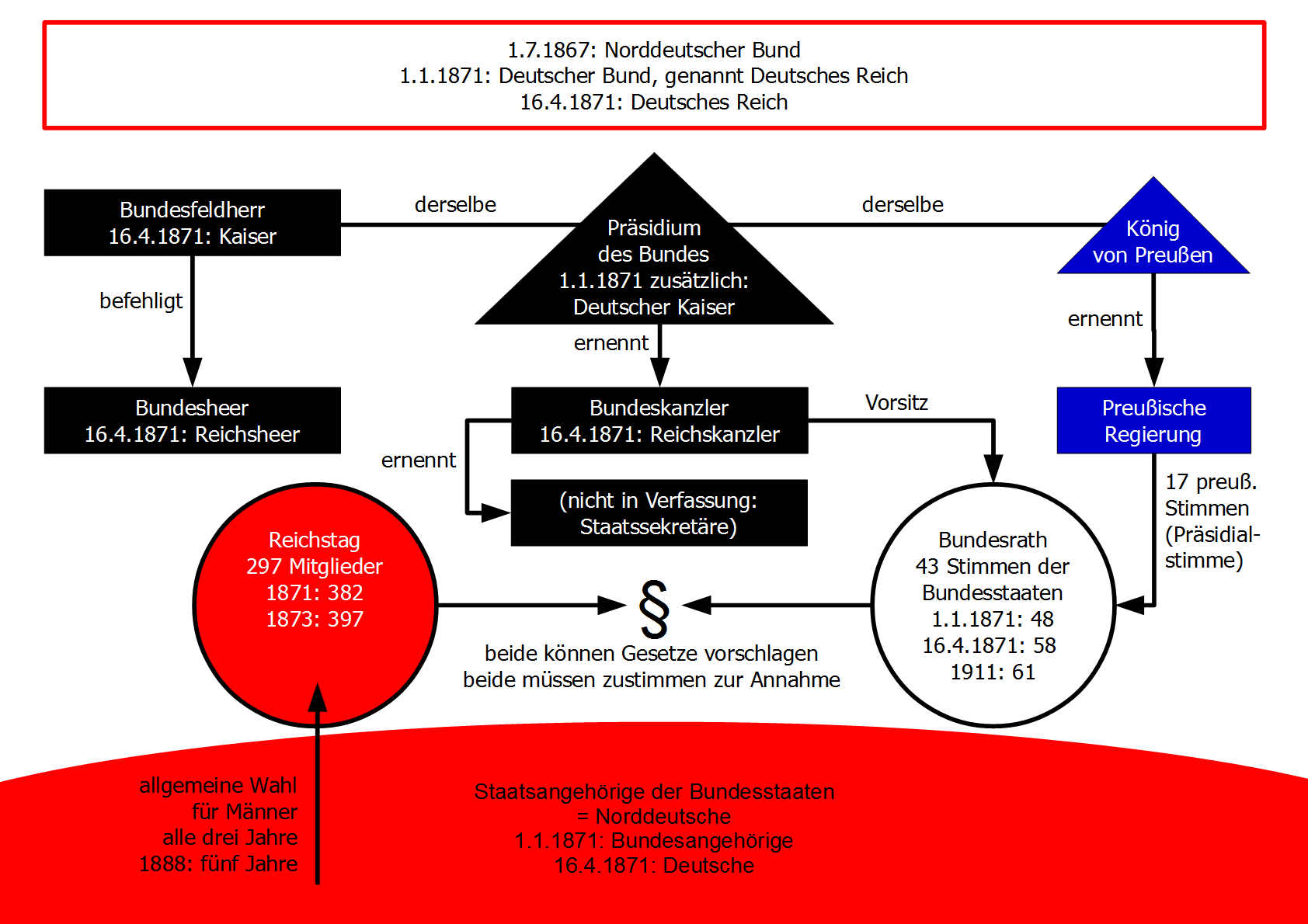
Verfassungsdiagramm für den Norddeutschen Bund, mit der Entwicklung zum Deutschen Reich

Als Folge dieser Überlegungen strebte Bismarck eine norddeutsche Bundesverfassung an, die ihre unitarischen Züge und auch die Macht des preußischen Königs verbarg. So weit wie möglich sollte der neue Bund äußerlich einem Staatenbund ähneln. Beispielsweise war die Militärmacht in der Verfassung einem Bundesfeldherrn unterstellt. Diese Bezeichnung stammte aus der Zeit des Deutschen Bundes; der preußische König hatte damals versucht, dauerhafter Bundesfeldherr des Bundesheeres oder zumindest der norddeutschen Bundestruppen zu werden. Die Verfassung machte allerdings an anderer Stelle deutlich, dass der Bundesfeldherr niemand anders als der preußische König war.
Geheimrat Maximilian Duncker hatte im Auftrag Bismarcks einen ersten Verfassungsentwurf ausgearbeitet. Nach mehreren Überarbeitungen durch Gesandte und Ministerialbeamte legte Bismarck selbst Hand an, und schließlich lag am 15. Dezember 1866 den Bevollmächtigten der Regierungen ein preußischer Entwurf vor. Die Bevollmächtigten hatten zum Teil erhebliche Bedenken, mal wünschten sie sich mehr Föderalismus, mal einen stärkeren Einheitsstaat. Bismarck nahm 18 Änderungsanträge an, die die Grundstruktur nicht anrührten, und die Bevollmächtigten stimmten am 7. Februar 1867 zu. Dieser Entwurf war dann ein gemeinsames Verfassungsangebot der verbündeten Regierungen.
Der Entwurf ging am 4. März dem konstituierenden Reichstag zu. Bei seinen Beratungen stimmte sich der konstituierende Reichstag eng mit den Bevollmächtigten der Einzelstaaten ab. Auf diese Weise kam es zu Kompromissen, auf die sich beide Seiten verständigen konnten. Am 16. April 1867 verabschiedete nicht nur eine Reichstagsmehrheit den abgeänderten Entwurf, sondern ihn billigten sogleich auch die Bevollmächtigten. Die Einzelstaaten ließen danach ihre Landesparlamente abstimmen und publizierten die Bundesverfassung. Dieser Prozess dauerte bis zum 27. Juni. Am 1. Juli konnte die Verfassung vereinbarungsgemäß in Kraft treten. Die Verfassung des Norddeutschen Bundes ist, von einigen Bezeichnungen und Details abgesehen, bereits identisch mit der Verfassung des Deutschen Reiches vom 16. April 1871, die bis 1918 angewandt wurde.
In den heftigen Beratungen des Reichstags war Bismarcks Entwurf beträchtlich abgeändert worden. Der Reichstag verstärkte die Bundeskompetenz und seine eigene Position. Dem nationalliberalen Abgeordneten Rudolf von Bennigsen gelang es, die sogenannte Lex Bennigsen durchzubringen: Der Bundeskanzler musste die Anordnungen des Bundespräsidiums (des preußischen Königs) gegenzeichnen, um sie wirksam zu machen, und übernahm dadurch die (ministerielle) Verantwortung. Er wurde so zum selbstständigen Bundesorgan. Bismarck selbst wollte ursprünglich den Bundeskanzler nur als ausführenden Beamten sehen; nun war dieser die Schlüsselfigur im komplizierten Entscheidungsgefüge (Michael Stürmer).

### Bundesorgane

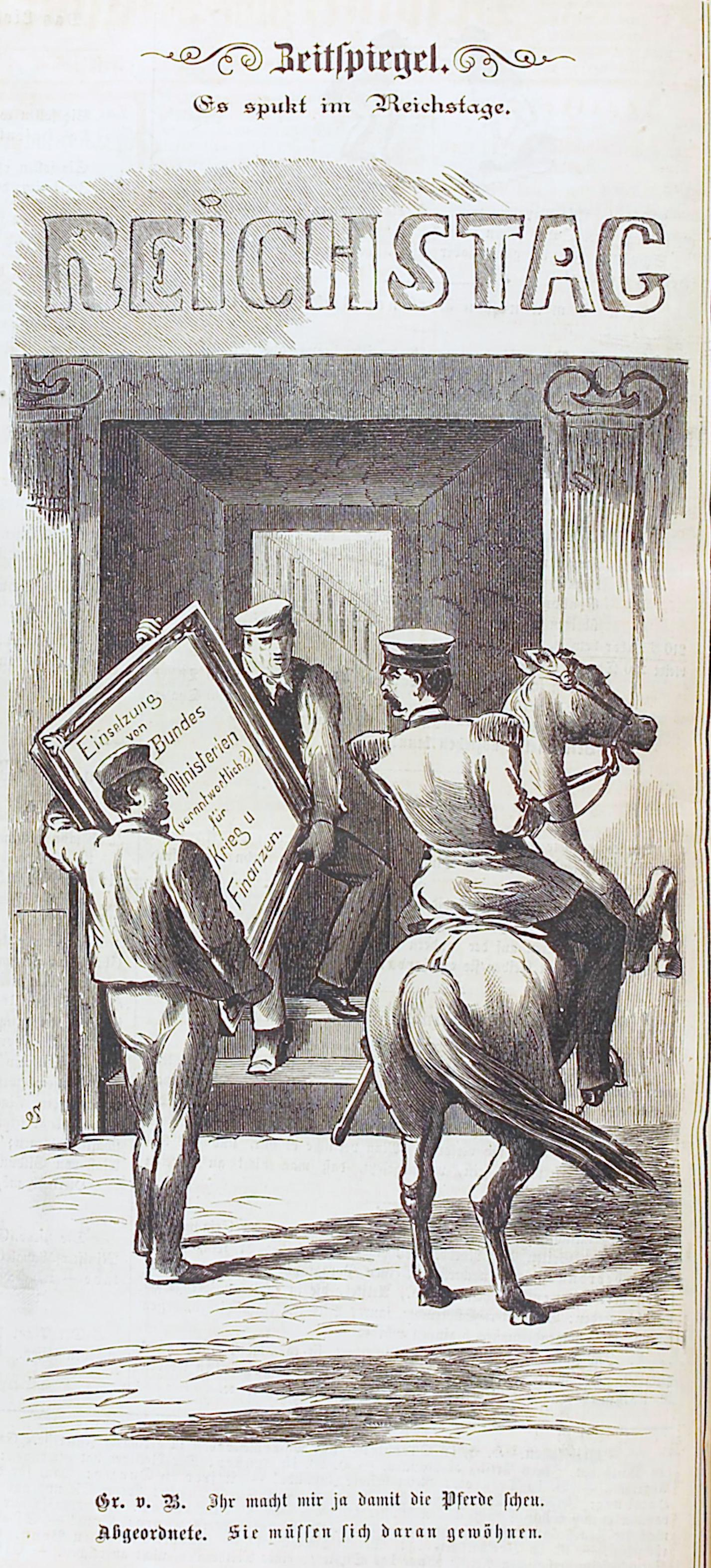
„Es spukt im Reichstage“: Karikatur auf Kanzler Otto von Bismarck, der die Einrichtung von Bundesministerien ablehnt.

Dem König von Preußen stand das Präsidium des Bundes zu, auf einen Titel wie „Kaiser“ verzichtete man. Nicht dem Namen, aber der Sache nach war er das Bundesoberhaupt. Er setzte einen Bundeskanzler ein, der die Handlungen des Präsidiums gegenzeichnete. Damit war der Bundeskanzler der einzige verantwortliche Minister, also die Bundesregierung (Exekutive) in einer Person. Die Verantwortlichkeit ist nicht parlamentarisch zu verstehen, aber politisch.
Der Bundeskanzler erhielt zur Unterstützung seiner Arbeit eine oberste Bundesbehörde, das Bundeskanzleramt (es wurde später in Reichskanzleramt umbenannt und ist nicht mit der Reichskanzlei von 1878 zu verwechseln). In der Zeit des Norddeutschen Bundes wurde nur noch eine weitere oberste Bundesbehörde eingerichtet, das von Preußen übernommene Auswärtige Amt. Der Chef des Bundeskanzleramts und der Leiter des Auswärtigen Amtes waren keine Kollegen des Bundeskanzlers, sondern ihm als weisungsbefugte Beamte unterstellt. Bismarck widersetzte sich den Bestrebungen des Reichstags, regelrechte Bundesministerien einzurichten. In der Praxis bediente sich Bismarck oftmals der Zuarbeit der Landesministerien, zumal der preußischen, allein schon aus Mangel an einer eigenen personellen Ausstattung auf Bundesebene.
Die Gliedstaaten entsandten Bevollmächtigte in den Bundesrat. Diese Vertretung der Gliedstaaten war ein Bundesorgan, das exekutive, legislative und judikative Befugnisse hatte. Der Bund hatte kein Verfassungsgericht, aber der Bundesrat entschied über bestimmte Streitfälle zwischen und in den Gliedstaaten.
Der Bundesrat übte zusammen mit dem Reichstag das Gesetzgebungsrecht einschließlich der Haushaltsbewilligung aus. Diäten, also Abgeordnetenentschädigungen, waren laut Verfassung untersagt. Im Wahlrecht des Bundes war das allgemeine und gleiche Männerwahlrecht verankert. Jeder Norddeutsche hatte in dem Wahlkreis, in dem er wohnte, eine Stimme für einen Kandidaten. Jeder Wahlkreis entsandte einen Abgeordneten in den Norddeutschen Reichstag. Im Mai 1869 kam das Bundeswahlgesetz zustande, das die Bestimmungen der Einzelstaatsgesetze von 1866 im Grunde beibehielt.
Vorsitzender des Bundesrats war der Bundeskanzler. An sich hatte er darin weder Sitz noch Stimme. Doch Bundeskanzler Bismarck war gleichzeitig preußischer Ministerpräsident. Auf diese Weise hatte er größten Einfluss auf die preußischen Stimmen im Bundesrat und damit auf den gesamten Bundesrat. Diese Ämterverbindung war in der Verfassung nicht vorgesehen, sie wurde aber fast in der gesamten Zeit des Norddeutschen Bundes und des Deutschen Reiches beibehalten.

### Wahlen und Parteien

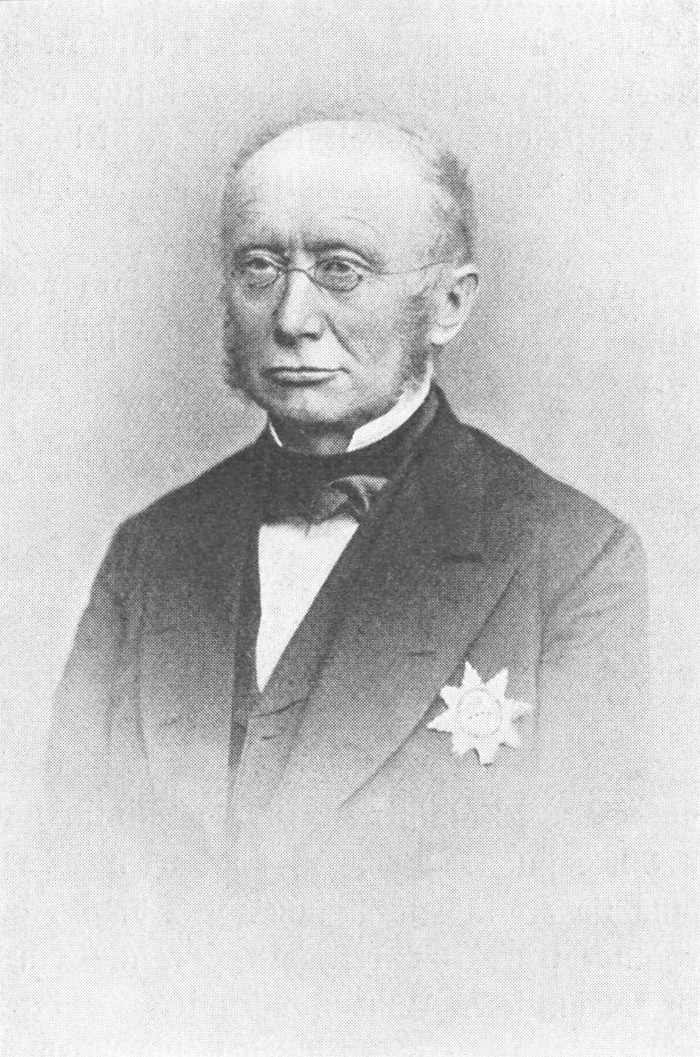
Ludwig Windthorst, der ehemalige Justizminister des Königreichs Hannover, schloss sich im Reichstag 1867 der Bundesstaatlich-konstitutionellen Vereinigung an, die die Antipreußen vereinte. Später wurde er der profilierteste Parlamentarier des Zentrums.

Die preußischen Landtagswahlen vom 13. Juli 1866 (die Urwahl fand noch vor Eintreffen der Siegesmeldung aus Königgrätz statt) kamen einem Erdrutsch gleich. Die Liberalen verloren etwa hundert Sitze, während die Konservativen ebenso viele hinzugewannen. Der preußische Liberalismus war im Wahlvolk also weniger stark verwurzelt als gedacht. Bismarck aber versuchte, so im Äußeren mit Österreich, so im Inneren mit den Liberalen zu einem Ausgleich zu kommen, um größeren Handlungsspielraum zu erlangen. Kurz nach dem Krieg kündigte er die Indemnitätsvorlage an: Er ersuchte den Landtag, seine verfassungswidrigen Maßnahmen der Konfliktjahre nachträglich zu genehmigen.
Bismarcks Haltung führte zu einer Spaltung sowohl der liberalen Fortschrittspartei als auch der Konservativen. Von der ersteren spaltete sich 1867 die Nationalliberale Partei ab, von den Konservativen die Freikonservative Partei. Beide wurden langfristig Bismarcks Stützen im Parlament. Die linkeren Liberalen hingegen trugen Bismarck die Konfliktzeit mit ihren Verfassungsbrüchen dauerhaft nach, und die rechteren Konservativen waren gegen Zugeständnisse an Liberale.
Die katholischen Abgeordneten waren im Reichstag des Norddeutschen Bundes eher schwach vertreten. Sie arbeiteten unter anderem in der Bundesstaatlich-Konstitutionellen Vereinigung zusammen. Noch vor der deutschen Reichsgründung vereinten sie sich zwischen Juni und Dezember 1870 zur Zentrumspartei, die die Rechte der katholischen Minderheit und den Rechtsstaat überhaupt verteidigen wollte.
Die Sächsische Volkspartei, ein antipreußisches Bündnis von Radikaldemokraten und Sozialisten, konnte bereits im Februar 1867 zwei Abgeordnete in den (konstituierenden) Reichstag entsenden, darunter August Bebel. Neben seinem eher liberalen Kollegen war Bebel der erste Marxist in einem deutschen Parlament. In dem im August gewählten ordentlichen Reichstag stellte die SVP drei, der Allgemeine Deutsche Arbeiterverein zwei Abgeordnete. Die Trennung von bürgerlichen Radikaldemokraten und Sozialisten, eine der tiefsten Zäsuren der deutschen Parteiengeschichte, führte 1869 zur Gründung der Sozialdemokratischen Arbeiterpartei in Eisenach.
Damit gab es bereits im Reichstag des Norddeutschen Bundes die Parteien, die später das Kaiserreich prägen sollten: die beiden liberalen und die beiden konservativen, die katholische Zentrumspartei und die Sozialdemokraten.

## Innenpolitik

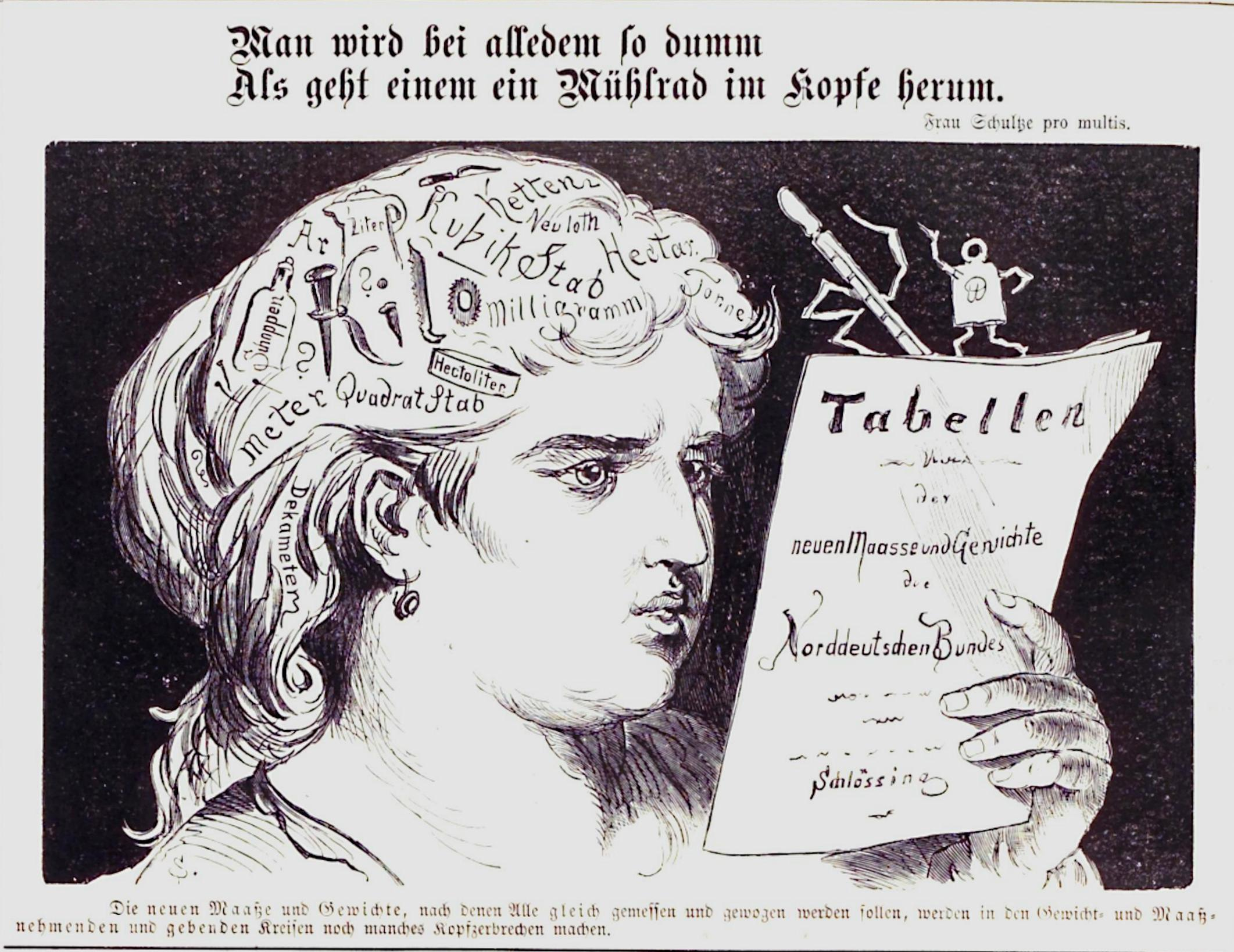
Karikatur auf die Einführung gleicher Maße und Gewichte im Norddeutschen Bund. Nach langen Beratungen in Kommissionen des Deutschen Bundes hatte ein Entwurf vorgelegen. Der Norddeutsche Bund übernahm ihn fast wortgleich (Bundesgesetz vom 17. August 1868) und führte damit das metrische System ein.

Der Reichstag machte sich gemeinsam mit liberaleren preußischen Beamten an ein umfangreiches Reformprogramm. Hans-Ulrich Wehler konstatiert einen „Initiativenreichtum insbesondere der Nationalliberalen“, welcher „wie ein entschlossener Anlauf [wirkte], unverzüglich zu beweisen, wie modern, wie attraktiv für jeden Fortschrittsfreund der Norddeutsche Bund in kürzester Zeit ausgestaltet werden konnte – wie durchsetzungsfähig die Liberalen mit ihrer Politik gesellschaftlicher Modernisierung waren.“ Allerdings blieben Militär, Außenpolitik, Bürokratie und Hofgesellschaft autonom, außerhalb der Parlamentsherrschaft. Ansonsten konnte der Norddeutsche Reichstag „nach knapp drei Jahren eine erstaunliche Erfolgsbilanz nachweisen“, zu denen man noch die liberale Epoche im Kaiserreich bis 1877 hinzunehmen muss. 84 Nationalliberale, 30 Fortschrittsparteiler und 36 Freikonservative (von 297 Abgeordneten insgesamt) trieben die Entwicklung voran; aber viele wichtige Gesetze wurden auch fast einstimmig angenommen.
Über achtzig Gesetze des Reichstags des Norddeutschen Bundes hoben zahlreiche Privilegien und Zwangsrechte auf; die Bürger erhielten mehr Möglichkeiten, ihr Leben freier zu gestalten. Der Rechtsstaat wurde gefestigt, Hemmnisse für Industrie und Handel beseitigt. „Noch einmal: Manche hochgespannte Reformerwartung wurde enttäuscht. Trotzdem zeigt ein Blick auf die zwanzig wichtigsten Gesetze, mit welcher Energie die Liberalen in Parlament und Verwaltung ihr großes Modernisierungsprojekt in verblüffend kurzer Zeit vorangetrieben haben.“
Der Norddeutsche Reichstag übernahm häufig Entwürfe aus der Zeit des Deutschen Bundes. Zu den Neuerungen und Vereinheitlichungen, die meist nach 1870 fortgalten, gehören:
- Staatsangehörigkeitsgesetz und Passwesen
- Einheitlicher Militärdienst
- Gleichberechtigung der Konfessionen
- Freizügigkeit im Bundesgebiet
- Aufhebung polizeilicher Beschränkungen der Eheschließung
- Unterstützungswohnsitz
- Allgemeines Deutsches Handelsgesetzbuch
- Oberster Handelsgerichtshof
- Allgemeine Deutsche Wechselordnung
- Genossenschaftsgesetz
- Aufhebung der Konzessionspflicht für Aktiengesellschaften
- Gewerbeordnung mit Koalitionsfreiheit
- Maß- und Gewichtsordnung
- Postgesetz mit einheitlichen Tarifen
- Strafgesetzbuch
- Urheberrecht
- Beseitigung der Schuldhaft

## Deutschland- und Außenpolitik

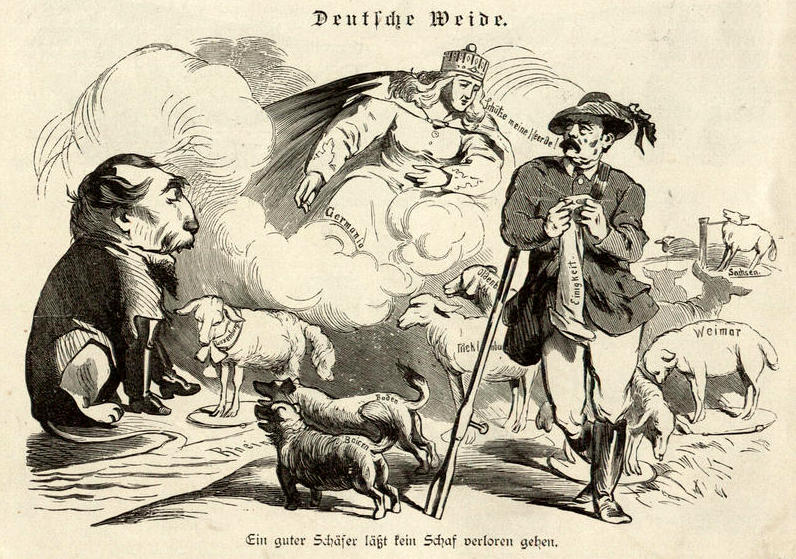
Karikatur im Kladderadatsch, 1867. Die Germania fordert den Schäfer Bismarck auf, die Herde (die deutschen Mittel- und Kleinstaaten) vor dem französischen Löwen (Napoleon III.) zu schützen. Bayern und Baden werden als Schäferhunde dargestellt, die den Löwen verbellen.

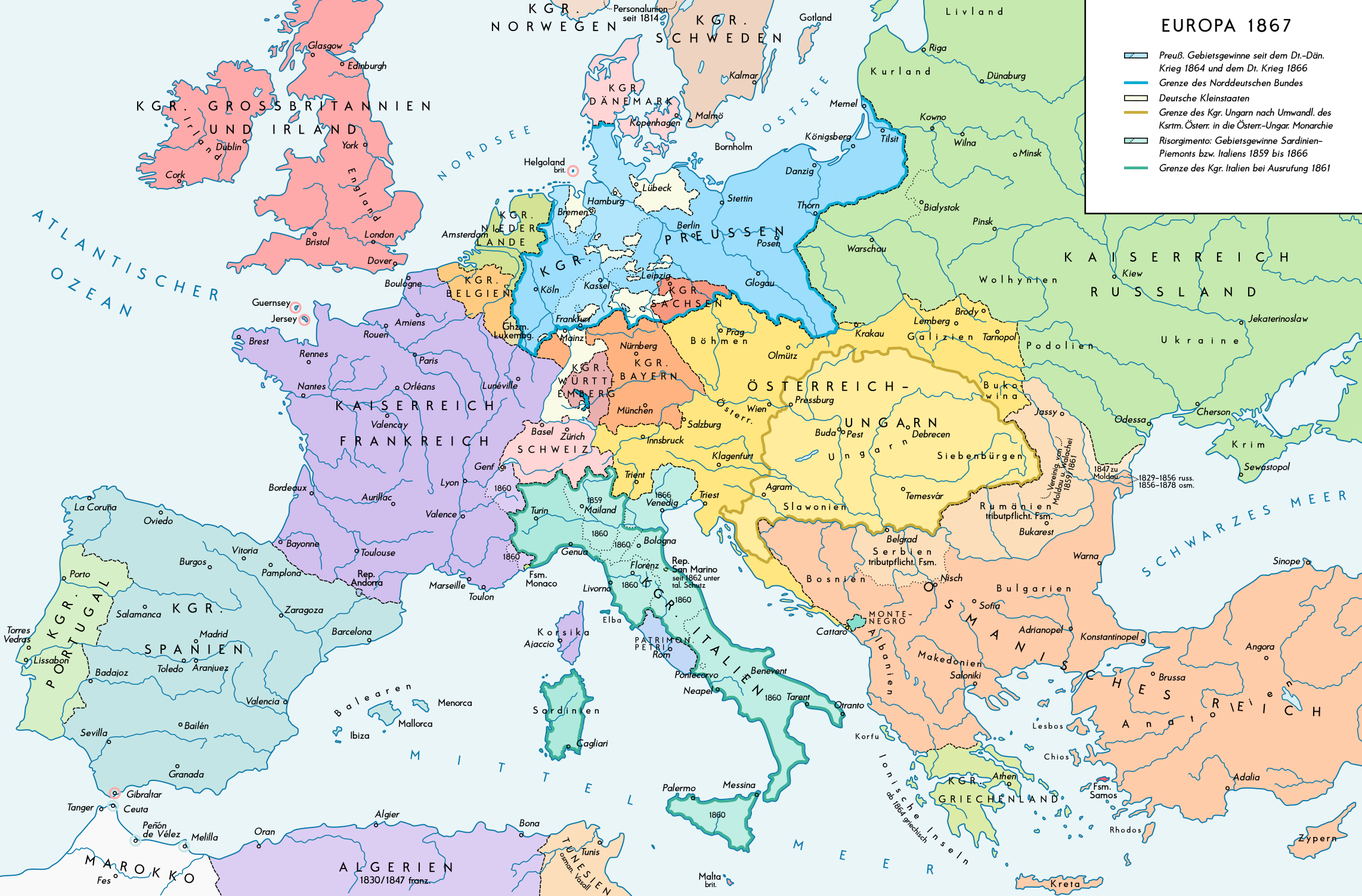
Der Norddeutsche Bund in Europa

Trotz anderer Erwartungen zeigte es sich bald, dass eine Vereinigung Deutschlands kein Selbstläufer war. Bismarck meinte im Jahr 1869 daher, dass man nicht mit Gewalt vorpreschen solle, da man auf diese Weise höchstens unreife Früchte ernten könne. Durch Vorstellen der Uhr könne man die Zeit nicht schneller laufen lassen. In Süddeutschland mussten wegen der Heeresreform nach preußischem Vorbild die Steuern erhöht werden. In Baden konnte der Großherzog nur mit Notverordnungsrecht das Bündnis mit dem Norden durch das Parlament bringen. 1870 stürzte die Patriotenpartei des katholischen Landvolks den liberalen Ministerpräsidenten. In Hessen-Darmstadt hoffte der Ministerpräsident noch im Juli 1870 auf eine preußische Niederlage im Konflikt mit Frankreich.
Bismarck initiierte von Mai bis Juli 1867 eine Reform des Zollvereins, um die süddeutschen Staaten mehr an den Norddeutschen Bund zu binden. Aus dem „Verein unabhängiger Staaten“ (völkerrechtliche Staatenverbindung) mit Vetorecht wurde eine Wirtschaftsunion mit Mehrheitsbeschlüssen. Ein Veto als einzelner Staat hatte nur noch das große Preußen. Der Zollbundesrat war ein dem Bundesrat vergleichbares Organ mit Regierungsvertretern der Mitgliedstaaten, daneben gab es ein Zollparlament. Es wurde nach dem Reichstagswahlrecht gewählt, wobei in der Realität der Reichstag um süddeutsche Abgeordnete erweitert wurde.
Die Wahlen zum Zollparlament fanden 1868 in Süddeutschland statt. Dabei stellte sich heraus, dass die Preußengegner noch viele Wähler repräsentierten. Die Stimmen richteten sich gegen die Dominanz des protestantischen Preußens oder gegen liberale Freihandelspolitik; teilweise ging es auch um innere Konflikte der Staaten. In Württemberg waren alle 17 Abgeordneten antipreußisch, in Baden 6 gegenüber 8 Kleindeutschen, in Bayern 27 gegenüber 21. Die meisten waren dem konservativen Lager zuzuordnen. Bismarck verstand, dass die Erweiterung des Norddeutschen Bundes um den Süden noch längere Zeit auf sich warten lassen könnte; gleichwohl hatte der Süden keine Alternative zur wirtschaftlichen Integration, denn 95 Prozent seines Handels verlief mit dem Norden.
Die wirtschaftliche Zusammenarbeit bedeutete keine automatische politische Einheit. Die süddeutschen Staaten waren in diesem Punkt genau wie das zweite französische Kaiserreich in der Defensive, vor allem aber befand Napoleon III. sich innenpolitisch in einer schwierigen Lage, nachdem er 1869/1870 liberale Verfassungsänderungen hinnehmen musste. Daher suchte er nach außenpolitischen Erfolgen; nicht zuletzt wollte er für deutsche Vereinheitlichungsbestrebungen Gebietsabtretungen als Ausgleich. In Frankreich sprach man von der „Rache für Sadowa“ (d. h. die Schlacht von Königgrätz) und meinte damit die Enttäuschung, dass Preußen und Österreich 1866 so schnell Frieden geschlossen haben, dass Frankreich keine politischen Forderungen mehr stellen konnte. Das mögliche militärische Eingreifen Frankreichs veranlasste zunächst Bismarck zur Vorsicht, wenn auch der Erfolgszwang ihn selbst unter Druck setzte. Außerdem stand ihm bald wieder ein schwerer Konflikt um den Militärhaushalt vor Augen.
Bismarck scheute allerdings davor zurück, die Nationalbewegung zu instrumentalisieren. Im Februar 1870 forderten die Nationalliberalen mit der „Interpellation Lasker“, das liberale Baden in den Bund aufzunehmen. Bismarck lehnte ungewöhnlich schroff ab: Dadurch würde der Beitritt der übrigen süddeutschen Staaten unwahrscheinlicher werden. Der Bismarck-Biograph Lothar Gall geht davon aus, dass dieser in erster Linie die bisherige Machtstruktur bewahren wollte und eine Aufwertung der Liberalen befürchtete. Dasselbe galt für eine nationale Volksbewegung.
Anfang 1870 weihte Bismarck König Wilhelm von Preußen in einen Kaiserplan ein. Demnach sollte Wilhelm zum „Kaiser von Deutschland“ oder wenigstens des Norddeutschen Bundes ausgerufen werden. Das sei eine Stärkung für die Regierung und ihre Anhänger im Hinblick auf die kommenden Wahlen und Beratungen des Militäretats. Außerdem sei „Bundespräsidium“ im diplomatischen Verkehr ein unpraktischer Titel. Ein Gedanke war auch, dass den Süddeutschen ein deutscher Kaiser annehmbarer sein könnte als ein preußischer König. Bismarck stieß mit dem Ansinnen aber auf Widerstand bei den übrigen Fürsten in Nord- und Süddeutschland, wodurch der Plan aufgegeben wurde.

### Diplomatie
Die Diplomatie des Norddeutschen Bundes wurde in erster Linie von Preußen bestimmt. Die Bezeichnung „Auswärtiges Amt“ geht auf die entsprechende Titulierung des Ministeriums für Auswärtige Angelegenheiten des Norddeutschen Bundes durch allerhöchste Kabinettsorder vom 1. Januar 1870 zurück, ehe es am 4. Januar 1870 in Auswärtiges Amt des Norddeutschen Bundes umbenannt wurde. Mit dieser Bezeichnung umging Bismarck die Frage, ob es sich um ein Ministerium handelte.
Von der Gründung 1867 bis zum Aufgehen in das größere Deutsche Reich am 1. Januar 1871 war vor allem das Verhältnis zu den süddeutschen Staaten und zu Frankreich bestimmend. Mit Frankreich gab es eine Art kalten Krieg, der von diplomatischen Krisen und Aufrüstung geprägt war. Die politischen Fronten, auch mit Süddeutschland, schienen 1870 erstarrt, schreibt Richard Dietrich.
Die norddeutschen Gliedstaaten behielten das Recht, eigene Botschaften im Ausland zu unterhalten und Botschafter anderer Länder zu empfangen. Von großer Bedeutung war dies nicht, da die Gliedstaaten außer Preußen nur wenige Gesandtschaften unterhielten.

### Militärpolitik

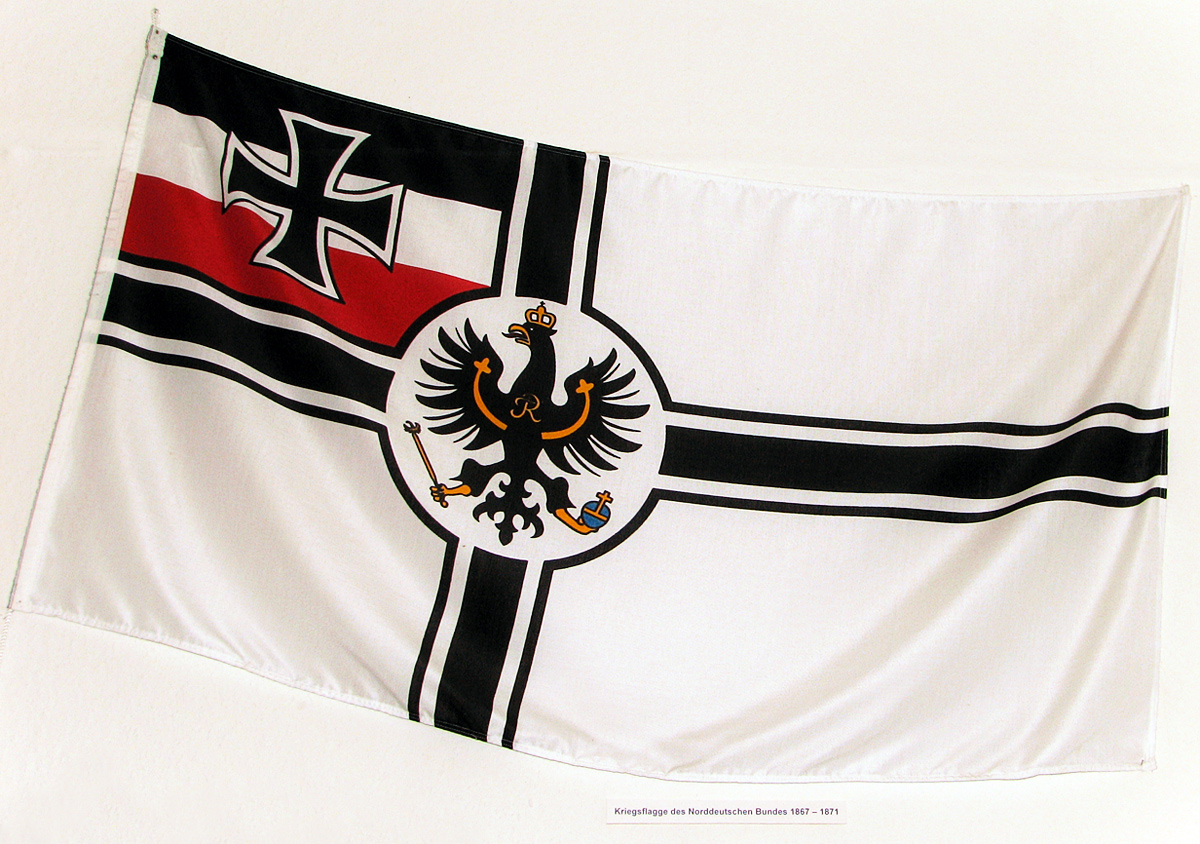
Kriegsflagge des Norddeutschen Bundes mit Schwarz-Weiß-Rot

Die Liberalen hatten ursprünglich im preußischen Verfassungskonflikt Einfluss auf den Militärhaushalt nehmen wollen. Doch mussten sie mit dem Kompromiss leben, dass dieser Etat für mehrere Jahre (und nicht nur eines) zu entscheiden war. Die Ausgaben wurden vom Reichstag bis zum 31. Dezember 1871 festgelegt. Da das Militär den Bund 95 Prozent aller seiner Bundesausgaben kostete, war die parlamentarische Kontrolle über den Staatshaushalt stark begrenzt.
Mit der Marine des Norddeutschen Bundes wurden die früheren Pläne verwirklicht, eine deutsche Flotte aufzubauen. In der kurzen Zeit des Norddeutschen Bundes gelang es allerdings nicht, genügend in den Aufbau eigener Seestreitkräfte zu investieren. Im Seekrieg gegen Frankreich 1870/1871 spielte die Marine daher auch keine große Rolle.

### Deutsch-Französischer Krieg

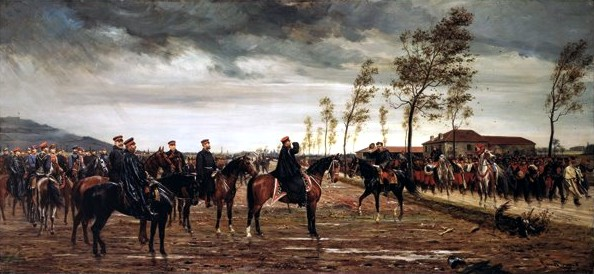
Conrad Freybergs Übergabe von Metz

Im September 1868 war in Spanien das Königshaus gestürzt worden, so dass das Übergangsregime einen neuen König suchte. Bismarck sorgte dafür, dass Leopold von Hohenzollern, ein Prinz aus dem süddeutschen Zweig der Hohenzollern, einer Kandidatur zustimmte. Als dies im Juli bekannt wurde, reagierte die öffentliche Meinung in Frankreich empört. Leopold zog seine Kandidatur zurück, und Frankreich hätte mit diesem diplomatischen Sieg zufrieden sein können. Napoleon III. beging aber den Fehler, vom Oberhaupt der Hohenzollerndynastie, dem preußischen König Wilhelm I., zu verlangen, eine solche Kandidatur für die Zukunft auszuschließen. Dies gab Bismarck in einer verkürzenden Darstellung an die Presse. In dieser Emser Depesche erschienen das französische Ansinnen und Wilhelms Ablehnung besonders schroff. Am 19. Juli 1870 erklärte Frankreich Preußen den Krieg.
Es ist noch immer umstritten, welchen Anteil Bismarck an der Eskalation der diplomatischen Krise hatte. Christopher Clark schreibt, dass Bismarck die Ereignisse nicht kontrollierte und sich mit dem Rückzug der Kandidatur abgefunden hatte. Die französische Bereitschaft zum Krieg ging darauf zurück, dass Frankreich seine bevorrechtigte Position im System der europäischen Mächte nicht gefährdet sehen wollte. Heinrich August Winkler hingegen meint, Bismarck habe den Krieg gewollt und durch seine verschärfende Darstellung bewusst unvermeidlich gemacht. Man könne aber dennoch nicht von einer alleinigen Kriegsschuld Bismarcks sprechen, denn Napoleon wollte den Deutschen das Recht der nationalen Selbstbestimmung nicht zugestehen. „Innere Unzufriedenheit nach außen abzulenken war von jeher ein bevorzugtes Herrschaftsmittel des Bonapartismus gewesen.“
Frankreich war isoliert, da die übrigen Mächte seinen Krieg nicht als gerechtfertigt ansahen. Die süddeutschen Staaten unterstützten entgegen Napoleons Erwartungen wegen der Schutz- und Trutzbündnisse mit Preußen den Norddeutschen Bund. Nach Abwehr des französischen Angriffs verlagerte sich das Kriegsgeschehen nach Frankreich. Bereits am 2. September, in der Schlacht bei Sedan, wurde Napoleon gefangen genommen, und sein Regime kapitulierte. Eine neue Regierung der Nationalen Verteidigung führte den Krieg bis zum 26. Januar 1871 weiter. Im Mai erfolgte der Frieden von Frankfurt. Frankreich musste eine hohe Entschädigungssumme zahlen und Elsaß-Lothringen abtreten.

### Übergang zum Deutschen Reich

Das Deutsche Reich 1871 nach Bevölkerung: Drei Viertel seiner Einwohner hatten bereits im Norddeutschen Bund gelebt.

Die süddeutschen Staaten Großherzogtum Baden, Königreich Bayern und Königreich Württemberg waren 1867 noch vollständig außerhalb des Norddeutschen Bundes, während Hessen-Darmstadt mit seiner nördlichen Provinz Oberhessen dazugehörte. Baden, Bayern und Württemberg schlossen im November 1870 Beitrittsverträge zum Norddeutschen Bundesstaat ab. Der Abschluss dieser Novemberverträge ermöglichte den Beitritt der Großherzogtümer Baden und Hessen (Südhessen) am 15. November 1870, des Königreichs Bayern am 23. November und des Königreichs Württemberg am 25. November 1870; zugleich vereinbarten die Verträge die Gründung eines „Deutschen Bundes“. Durch Reichstagsbeschluss vom 10. Dezember 1870 erhielt dieser Bund den Namen Deutsches Reich. Dabei übernahm das Reich im Wesentlichen die Bundesverfassung von 1867. Somit entschied sich die deutsche Frage letztendlich unter Ausschluss Österreichs im Sinne der kleindeutschen Lösung.
Durch den Beitritt der Süddeutschen Staaten zum Bund entstand im staats- und verfassungsrechtlichen Sinne kein neuer Staat: Der reformierte Norddeutsche Bund existierte, nachdem seine Verfassung des Deutschen Bundes – nicht zuletzt wegen zwei voneinander abweichender Fassungen – redigiert wurde, durch Rechtskontinuität unter der Bezeichnung „Deutsches Reich“ fort. Die Reichsgründung war folglich nichts anderes als der Eintritt der süddeutschen Staaten in den Norddeutschen Bund. Das Deutsche Reich war nach herrschender Auffassung nicht Rechtsnachfolger des Norddeutschen Bundes, sondern ist mit diesem als Völkerrechtssubjekt identisch; letzteres wurde reorganisiert und umbenannt. Auch das Preußische Oberverwaltungsgericht war von einer Weitergeltung der völkerrechtlichen Verträge des Norddeutschen Bundes für das Deutsche Reich ausgegangen, ohne dass dies hinsichtlich einer möglichen Sukzession infrage gestellt worden wäre.
Der Verfassungshistoriker Ernst Rudolf Huber gestand ein, dass die weitaus überwiegende Zahl der Staatsrechtler von der Identität ausgeht. Er selbst betonte jedoch, dass die Novemberverträge ausdrücklich von einer Neugründung sprechen. Dies sei auch der Wunsch der Süddeutschen gewesen. Der Norddeutsche Bund wurde nach Hubers Ansicht zwar nicht ausdrücklich aufgelöst, wohl aber ipso iure als Konsequenz der Gründung des neuen Bundes durch die norddeutschen und süddeutschen Staaten. Huber sieht das Deutsche Reich in Rechtsnachfolge des Norddeutschen Bundes, die ebenfalls ipso iure eingetreten sei. Als Folge dessen galten die Gesetze des Norddeutschen Bundes im Reich fort.
Michael Kotulla hingegen verweist darauf, dass der Beitritt der Südstaaten nur durch den verfassungsmäßigen Weg laut Norddeutscher Bundesverfassung vonstattengehen konnte. Jedenfalls erstaune es, wie die theoretische Frage „Neugründung oder Beitritt“ zuweilen immer noch ausführlich behandelt werde. Die praktischen Folgen seien nämlich dieselben, da die Minderheit zumindest von der Rechtsnachfolge ausgeht.

## Bundesgebiet und Norddeutsche

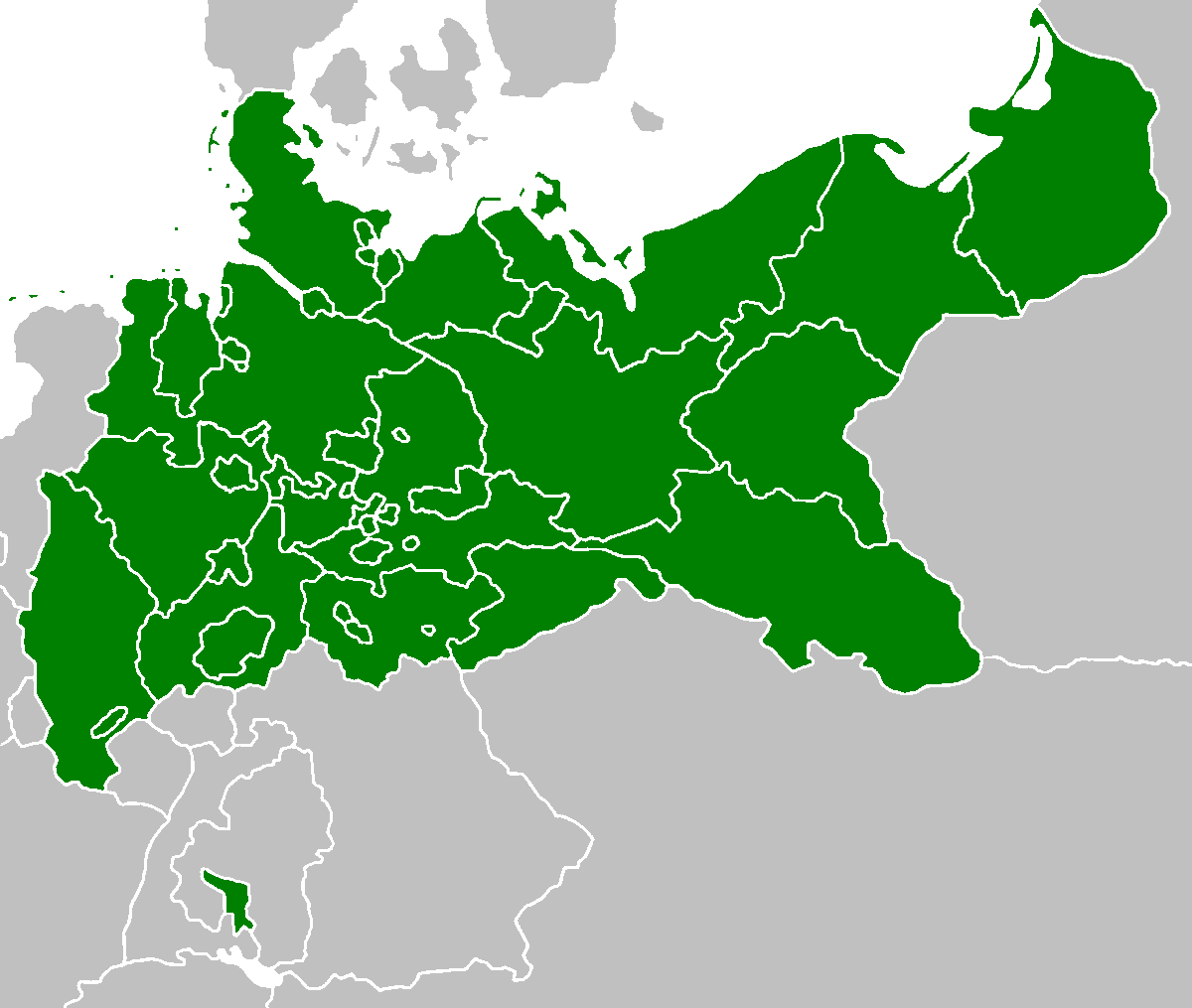
Gebiete des Norddeutschen Bundes; im Süden Deutschlands befinden sich die Hohenzollernschen Lande (seit 1850 Teil Preußens)

Die Gründung des Norddeutschen Bundes bewirkte, dass eine Reihe von Staaten aus dem Prozess der Bildung eines deutschen Nationalstaats herausfielen. Dies waren Österreich, Liechtenstein, Luxemburg und Niederländisch-Limburg. Letzteres war überhaupt nur eine niederländische Provinz, die aus historisch-politischen Gründen dem Deutschen Bund angehört hatte. Luxemburgs Selbstständigkeit wurde im Zuge der Luxemburgkrise 1867 von den Großmächten bestätigt.
Der Norddeutsche Bund umfasste 22 Gliedstaaten, die in der Verfassung Bundesstaaten genannt wurden. Das Gesamtgebiet hatte 415.150 Quadratkilometer mit fast 30 Millionen Einwohnern. Von ihnen lebten 80 Prozent in Preußen. Dank Artikel 3 der Bundesverfassung genossen die „Norddeutschen“ ein gemeinsames Indigenat, so dass sie sich im Bundesgebiet frei bewegen konnten. Norddeutscher als Staatsbürger war, wer Staatsangehöriger eines Gliedstaates war.
Lauenburg war mit Preußen in Personalunion verbunden, der preußische König war gleichzeitig Lauenburgs Herzog (Bismarck diente als verantwortlicher Minister Lauenburgs). In vielen Aufzählungen wird es nicht getrennt erwähnt, wenngleich es erst 1876 in Preußen eingegliedert wurde.
Die bedeutendste Exklave des Bundes waren die preußischen Hohenzollernschen Lande in Süddeutschland. Das Großherzogtum Hessen gehörte nur mit seinen nördlich des Mains gelegenen Landesteilen, also der Provinz Oberhessen sowie den damals zum Kreis Mainz gehörenden Orten Mainz-Kastel und Mainz-Kostheim (also das heutige „AKK-Gebiet“), dem Bund an.
| Bundesstaat                                                         | Einwohner (1866)                                     | Fläche in km² |
| ------------------------------------------------------------------- | ---------------------------------------------------- | ------------- |
| Preußen, Königreich (Preußischer Staat)                             | 19.501.723 (mit den Annexionen von 1867: 23.971.462) | 348.607       |
| Sachsen, Königreich                                                 | 2.382.808                                            | 14.993        |
| Hessen, Großherzogtum (Hessen-Darmstadt), nur Provinz Oberhessen    | 118.950 (1858)                                       | 3.287         |
| Mecklenburg-Schwerin, Großherzogtum                                 | 560.274                                              | 13.162        |
| Oldenburg, Großherzogtum                                            | 303.100                                              | 6.427         |
| Braunschweig, Herzogtum                                             | 298.100                                              | 3.672         |
| Sachsen-Weimar-Eisenach, Großherzogtum                              | 281.200                                              | 3.615         |
| Hamburg, Freie Stadt                                                | 280.950                                              | 415           |
| Anhalt, Herzogtum                                                   | 195.500                                              | 2.299         |
| Sachsen-Meiningen, Herzogtum                                        | 179.700                                              | 2.468         |
| Sachsen-Coburg-Gotha, Herzogtum                                     | 166.600                                              | 1.958         |
| Sachsen-Altenburg, Herzogtum                                        | 141.600                                              | 1.324         |
| Lippe, Fürstentum (Detmold)                                         | 112.200                                              | 1.215         |
| Bremen, Freie Stadt                                                 | 106.895                                              | 256           |
| Mecklenburg-Strelitz, Großherzogtum                                 | 98.572                                               | 2.930         |
| Reuß jüngerer Linie, Fürstentum (Gera-Schleiz-Lobenstein-Ebersdorf) | 87.200                                               | 827           |
| Schwarzburg-Rudolstadt, Fürstentum                                  | 74.600                                               | 941           |
| Schwarzburg-Sondershausen, Fürstentum                               | 67.200                                               | 862           |
| Waldeck, Fürstentum                                                 | 58.400                                               | 1.121         |
| Lübeck, Freie Stadt                                                 | 48.050                                               | 299           |
| Reuß älterer Linie, Fürstentum (Greiz)                              | 44.100                                               | 317           |
| Lauenburg, Herzogtum (mit dem preußischen König als Herzog)         | 49.500 (ca. 1857)                                    | 1.182         |
| Schaumburg-Lippe, Fürstentum                                        | 31.700                                               | 340           |

## Bewertung und Einordnung

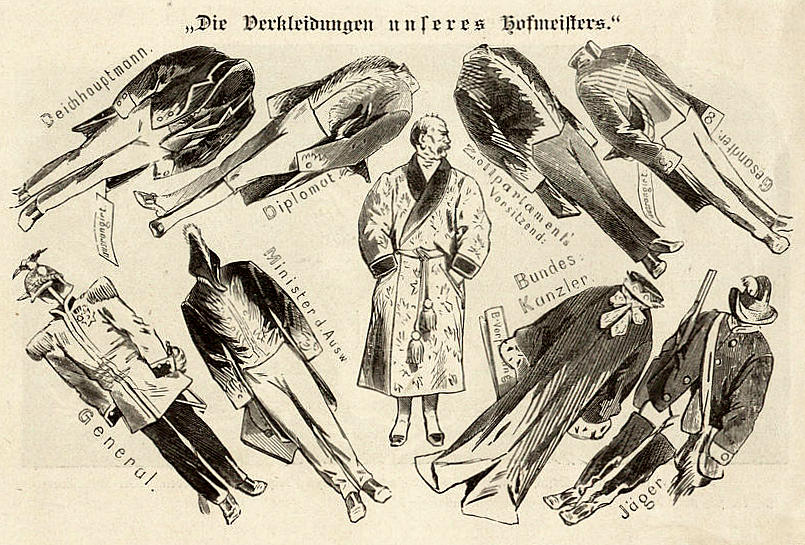
Karikatur auf Bismarcks Ämterhäufung im Kladderadatsch (1867): Deichhauptmann war Bismarck als junger Mann gewesen. Preußischer Gesandter und Diplomat war er 1851–1862, Ministerpräsident und Außenminister 1862–1890; ab 1867 war er schließlich norddeutscher Bundeskanzler. „Zollparlamentsvorsitzender“ und „General“ sind eine Überspitzung des Zeichners.

Richard Dietrich nannte den Bund allein schon deshalb besonders, weil er erstmals seit Jahrhunderten wenigstens Norddeutschland ein staatliches Band gab. Kritisch betrachtete er die preußischen Annexionen und beschrieb den norddeutschen Bundesstaat als eine „kaum verhüllte Hegemonie Preußen“. Allerdings war der Bund so ausgestaltet, dass er später den Beitritt Süddeutschlands zuließ. Im Bund kam es zu einigen Neuerungen im Parteiensystem, wie der Gründung des katholischen Zentrums, sowie einer Zusammenarbeit Bismarcks mit den Nationalliberalen und Freikonservativen.
Im Vergleich zu anderen Staaten Europas, so Martin Kirsch, war die deutsche Verfassungsentwicklung nicht sehr andersartig. Um 1869/70 hatten Frankreich, Preußen und Italien ein ähnliches Entwicklungsniveau. Alle drei Staaten standen noch vor der Einführung sozialer Gerechtigkeit, in keinem der drei Staaten „war zu diesem Zeitpunkt die Verknüpfung von Demokratie und Parlamentarismus im Verfassungsstaat gelungen.“ So sollte sich etwa zur Zeit der Pariser Kommune zeigen, dass die innere Nationsbildung in Frankreich noch brüchig war. Wehler habe an Deutschland die Herrschaft Bismarcks negativ gesehen, doch auch andere Länder waren für einen charismatischen Führer anfällig, wie etwa Frankreich. Auch anderswo hatte der Monarch eine starke Stellung, nicht zuletzt im militärischen Bereich. Solche Rahmenbedingungen der deutschen Verfassung waren also sehr europäisch. Nur die föderale Struktur wich davon wesentlich ab. Diese hat, so Kirsch, die Parlamentarisierung in Deutschland sicherlich behindert. Allgemein, nicht nur auf Deutschland bezogen, belasteten die schwierigen Prozesse der Nationalstaatsbildung die parlamentarisch-demokratische Entwicklung. Ein früh eingeführtes allgemeines Männerwahlrecht (wie im Norddeutschen Bund) war der Stabilisierung der politischen Kultur abträglich.
Der Norddeutsche Bund gilt weniger als eigenständige Epoche denn vielmehr als Vorstufe zur „Reichsgründung“, wie Hans-Ulrich Wehler feststellt. Dazu trägt bei, dass der Bund nur etwa drei Jahre lang existierte. Außerdem gibt es vom Bund zum Reich eine hohe Kontinuität, sowohl was die Verfassung als auch die wichtigsten Politiker wie Bismarck angeht.
Für Bismarck war es typisch, mehrgleisig vorzugehen. Seiner Meinung nach, so Andreas Kaernbach, kann man als Politiker eine von mehreren Lösungen wählen, sie aber nicht selbst hervorbringen. Er sah die Sicherung der preußischen Stellung in Norddeutschland als Grundlage der preußischen Unabhängigkeit an. Diese „Auffangstellung“, der Norddeutsche Bund, galt ihm aber nur als ein Minimalziel. Das letztendliche war das preußisch geführte Kleindeutschland, das er durch eine Bundesreform und ohne Krieg mit Österreich hatte erreichen wollen. Dieses Ziel schien zunächst in weiter Ferne zu liegen. Dennoch beurteilte er den Norddeutschen Bund als Zwischenstufe von eigenem Wert, mit „eigener Zukunft“.
Christoph Nonn hält es sogar für einen Mythos, dass Bismarck schon 1866 an die Reichseinigung gedacht habe. Damals habe Bismarck vielmehr wie früher die alte Mainlinie hervorgehoben und einem seiner Söhne geschrieben, man brauche Norddeutschland und wolle sich dort breit machen. Der Norddeutsche Bund sei nicht einfach eine Etappe gewesen, sondern ein langjähriges Ziel, das Bismarck nun erreicht habe. Die Annexionen von 1866, so Bismarck, müssten erst einmal verdaut werden. Die norddeutsche Einigung 1867 und die deutsche 1871 seien nicht das Ergebnis eines detaillierten Plans gewesen, sondern einer flexiblen Improvisation.
Der konservative französische Politiker Adolphe Thiers äußerte, für Frankreich sei die Gründung des Norddeutschen Bundes „das größte Unglück seit vierhundert Jahren“ gewesen. Birgit Aschmann deutet dies als „Dramatisierung […] aus dem Zusammenspiel von materiellen Veränderungen und mental-emotionalen Erlebniskomponenten“. Der Norddeutsche Bund bedeutete keinen Umsturz der europäischen Ordnung von 1815, sondern eine Umgruppierung ihrer Mitte. Insgesamt blieb die Ordnung leicht verändert bestehen.

## Flagge
Artikel 55 der Verfassung bestimmte die Flagge des Bundes: „Die Flagge der Kriegs- und Handelsmarine ist schwarz-weiß-roth.“ Die Farbgebung wird Prinz Adalbert von Preußen zugeschrieben, sie vereinigte Preußens Farben mit denen der Hansestädte und ihren Ansprüchen an den Seehandel. Am 1. Oktober 1867, drei Monate nach Verkündung des Norddeutschen Bundes, wurde auf allen preußischen Schiffen das Tuch mit dem Preußenadler eingeholt und die schwarz-weiß-rote Flagge gehisst. Im Jahr 1871 wurde die Flagge dann für das gesamte Reich übernommen.

## Philatelistisches
Gemäß Artikel 48 der Verfassung wurde 1868 ein einheitlicher Norddeutscher Postbezirk geschaffen, der 1871 von der Reichspost abgelöst wurde. Es erschienen 26 Briefmarken in drei Währungen.
Zur Erinnerung an den Gründungstag des Norddeutschen Bundes am 1. Juli 1867 gab die Deutsche Post AG ein Postwertzeichen im Nennwert von 320 Eurocent heraus. Ausgabetag war der 13. Juli 2017, der Entwurf stammt von den Grafikern Stefan Klein und Olaf Neumann.